# Koryschádes
Koryschádes, en grec moderne : Κορυσχάδες, est un village du dème de Karpenísi, dans le district régional d'Eurytanie, en Grèce-Centrale. Il est situé à 5 km au sud-ouest de Karpenísi et à une altitude de 940 mètres. En 1955, le village est rebaptisé Kypséli (Κυψέλη), nom qu'il conserve jusqu'en 1965, date à laquelle il est à nouveau rebaptisé sous son nom actuel. Selon le recensement de 2011, la population de Koryschádes compte 44 habitants.

## Communauté locale de Koryschádes
La communauté locale est composée, en plus de Koryschádes, du village de Mesabeliá (el) (Μεσαμπελιά) (31 habitants). La population totale de la communauté locale de Koryschádes est de 75 habitants.

## Histoire
Le village est associé à l'histoire de la Résistance nationale pendant la Seconde Guerre mondiale. La raison en est que pendant la Seconde Guerre mondiale, après une élection secrète à l'échelle nationale, le Conseil national, qui était composé de représentants de la plupart des régions de Grèce, s'est réuni dans ce village. Les élections ont été décidées et annoncées par le Comité politique de libération nationale (PEEA), également appelé gouvernement des montagnes, qui avait été formé à l'initiative du Front de libération nationale (EAM), en mars 1944. Plus d'un million de Grecs ont participé aux élections et 250 conseillers nationaux ont été élus, parmi un large éventail.
Cinq professeurs d'université, deux évêques, huit généraux, vingt fonctionnaires, cinq industriels, dix journalistes, quinze médecins, vingt-cinq avocats, vingt-trois paysans, dix professeurs de lycée, vingt-deux ouvriers , etc. ont participé aux sessions du Conseil national. Quarante et un délégués sont élus en Attique-Béotie et en Eubée, 14 en Épire, 22 en Thessalie, 38 en Macédoine, 21 en Grèce-Centrale, 44 dans le Péloponnèse et d'autres dans d'autres régions. La première réunion du Conseil national s'est tenue le 7 mai 1944 et le 27 mai et son programme est adopté. S'ensuit la déclaration :

« Le Conseil national, constitué par les représentants de tout le peuple grec qui s'est réuni pour proclamer sa volonté indomptable de lutter jusqu'à son dernier souffle pour la libération du pays, l'écrasement complet du fascisme et la restauration de l'unité nationale et de la souveraineté populaire. »

Elle définit dans sa résolution, composée de 15 articles, la manière dont tous les pouvoirs sont exercés dans la Grèce Libre.